# Tabonovití

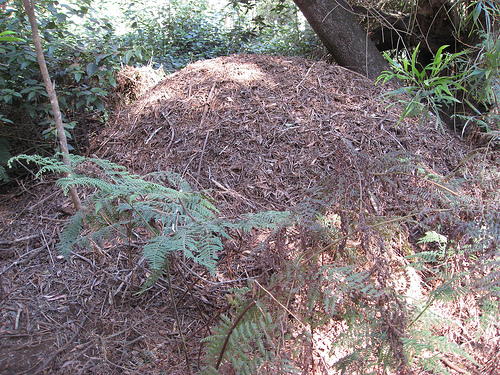
Tabonův inkubátor

Tabonovití (Megapodiidae) je čeleď zavalitých hrabavých ptáků, kteří nesedí na vejcích ani je nepodkládají k vysedění jiným ptákům. Čeleď tvoří šest rodů a všechny mají české jméno tabon.

## Rozšíření
Vyskytují se v Austrálii, na Filipínách, Nové Guineji, Sulawesi, Kalimantanu a dalších ostrovech v jihozápadním Tichomoří a jihovýchodní Asii.

## Popis
Jsou to středně velcí pozemní ptáci o velikosti od 50 do 70 cm a váze až 3 kg. Létají jen málo, při útěku před predátorem nebo při hřadování; pohybují se většinou po zemi. Vyznačují se poměrně dlouhýma a velmi silnýma nohama. Hlavu mají v poměru k tělu malou. Jejich základní barvou je hnědá až černá s mnoha odstíny, např. do modra. Některé druhy mají na hlavě výrůstky v podobě helmice nebo hřebene, chrupavčité laloky nebo holou hlavu a krk s pestrobarevnou kůži nebo nafukovací vaky na krku. Všechny tyto zvláštnosti slouží k vizuální signalizaci; zbarvení i velikost se mění během rozmnožovací aktivity. Většina druhů nemá pohlavní dimorfismus, u některých jsou samice menší nebo méně pestrobarevné. Na větší vzdálenost komunikují kokrháním (např. shánění partnera před pářením) nebo mohou kokrhat i v duetu.

## Stanoviště
Obývají pralesy, horské lesy až křovinaté porosty.

## Potrava
Jsou to všežravci, živí se rostlinami, bezobratlými a malými obratlovci. Rostlinná část potravy je tvořena semeny, bobulemi, pupeny, lístky i květy. Bezobratlé v potravě tvoří hmyz (termiti, mravenci, švábi, kobylky, vážky, vosy) a jeho larvy, pavouci, stonožky, mnohonožky, žížaly či plži, z drobných obratlovců pak žáby a ještěrky, plazi a malí savci.

## Rozmnožování
U čeledi tabonovitých se vyskytuje pět různých systémů hnízdění. Například zatímco taboni filipínští žijící v severní části Bornea a na většině ostrovů Filipín využívají k inkubaci navršené kupy, ptáci na Sulawesi a na menší části Filipín včetně Palawanu si vyhrabávají nory a využívají k inkubaci hnijící kořeny a pahýly stromů a pláže vyhřáté sluncem.
Vzájemná vazba partnerů se projevuje většinou jen v období páření a snášení vajec. Někteří taboni jsou však pravděpodobně monogamní. Rozmnožování tabonů je jedno z nejzvláštnějších v ptačím světě. Pro svá vejce si budují umělé líhně, ve kterých se budou zárodky vajec vyvíjet. Samec, někdy společně se samici, shromažďuje i několik let různé rostliny, listy, větvičky trávu, písek i kyprou hlínu na hromadu vysokou i několik metrů. Samice do takto připraveného hnízda snese do děr v několikadenních intervalech 3 až 35 velkých vajec o hmotnosti od 75 do 230 gramů; kladení vajec může trvat 2 až 4 měsíce. Po snůšce se samice většinou již o hnízdo nestará. 
Během inkubace dlouhé v rozmezí 44 až 77 dnů udržuje samec postupným rozhrabování a zase přihrnováním tlející rostlinné hmoty v hnízdě konstantní teplotu. Měří ji vsunutím zobáku, čidlo má na patře zobáku nebo jazyku. Kuřata se líhnou postupně, jak byla snesena vejce. Protože nemají vaječný zub, rozlomí skořápku drápy a pomocí nich se v poloze na zádech vyhrabou z hromady na povrch. U mnoha druhů jsou kuřata značně vyspělá a samostatně od hnízda odejdou. Jsou schopna se sama živit i krátce létat, přestože ještě nemají ocasní péra. Odcházejí se ukrýt do křoví, teprve podějí se u nich objeví reakce na nepřítele. Snášet vejce začnou za 1 až 3 roky. Samec po vylíhnutí všech kuřat opět až do snůšky nahrabuje na hromadu novou hmotu místo zetlené a připravuje tak opět inkubátor na příští sezonu; ten většinou slouží po několik desetiletí i dalším generacím, někdy současně i více samicím. Největší doložené hnízdo mělo v průměru 16 m a bylo vysoké 5 m (300 m³ materiálu). U některých druhů samci budují hnízdo vždy nové.
Jiné druhy zvolily k inkubaci vajec snazší metodu, samice zahrabává každé vejce samostatně do 30 až 60 cm hlubokých jam na osluněném místě do černého lávového písku, který slunce silně zahřívá. Druhá varianta spočívá ve využívání písčitých míst s geotermálním teplem. V obou případech se na příhodných místech schází i stovka samic ke společnému kladení vajec. Po snůšce se samice vracejí do lesa. Kuřata se vylíhnou asi za 55 dnů, vyhrabou se a samostatně odejdou.

## Ohrožení
Ohrožení jsou nejvíce masožravými savci, jako jsou lišky, levharti, divocí psi, kočky, a také hady. Největším nebezpečím jsou pro tabony změny přirozeného prostředí, ve kterém žijí (např. kácení lesů), zdivočelá domácí zvířata a organizovaný sběr vajec, který domorodci praktikují odedávna.

## Taxonomie
Jak se zvětšuje poznání o jednotlivých druzích tabonů, mění se i jejich taxonomické zatřídění. Mimo uvedené rody a druhy jsou někteří řazeni do poddruhů.
- rod Aepypodius Oustalet, 1880
  - tabon hřebenatý (Aepypodius arfakianus) (Salvadori, 1877)
  - tabon hnědoprsý (Aepypodius bruijnii) (Oustalet, 1880) - EN
- rod Alectura Latham, 1824
  - tabon lesní (Alectura lathami) Gray, 1831
- rod Leipoa Gould, 1840
  - tabon holubí (Leipoa ocellata) Gould, 1840 - VU
- rod Macrocephalon Muller, 1846
  - tabon přilbový (Macrocephalon maleo) Muller, 1846
- rod Megapodius Gaimard, 1823
  - tabon novoguinejský (Megapodius affinis) Meyer, 1874
  - tabon Bernsteinův (Megapodius bernsteinii) Schlegel, 1866 - NT
  - tabon filipínský (Megapodius cumingii) Dillwyn, 1853
  - tabon bismarcký (Megapodius eremita) Hartlaub, 1867
  - tabon Forstenův (Megapodius forstenii) Gray, 1861
  - tabon Freycinetův (Megapodius freycinet) Gaimard, 1823
  - tabon mikronéský (Megapodius laperouse) Gaimard, 1823
  - tabon Layardův (Megapodius layardi) Tristram, 1879
  - tabon nikobarský (Megapodius nicobariensis) Blyth, 1846
  - tabon Pritchardův (Megapodius pritchardii) Gray, 1864
  - tabon oranžovonohý (Megapodius reinwardt) Dumont, 1823
  - tabon molucký (Megapodius wallacei) Gray, 1860
  - Megapodius tenimberensis P. L. Sclater, 1883
- rod Talegalla Lesson, 1828
  - tabon červenozobý (Talegalla cuvieri) Lesson, 1828
  - tabon černozobý (Talegalla fuscirostris) Salvadori, 1877
  - tabon obojkový (Talegalla jobiensis) Meyer, 1874